# Колокол Счастья
Колокол счастья (кит. трад. 吉祥鐘, упр. 吉祥钟, пиньинь jíxiáng zhōng) — колокол, находящийся в китайском городе Пиндиншань, провинция Хэнань. Колокол весит 116 т (проектная масса предполагалась немного меньшей — 108 т), его высота составляет 8108 мм, диаметр основания — 5118 мм. Колокол не имеет языка, звонят в него при помощи специального ударника, расположенного снаружи колокола.
Отлит в честь наступления третьего тысячелетия на заводе группы компаний Тяньжуй (Tianrui Group), (Пиндиншань) в конце декабря 2000 года.
Сведения о Колоколе Счастья очень отрывочны, тем не менее исходя из имеющихся данных на сегодняшний день его можно считать самым большим и тяжёлым в мире действующим колоколом.